# Erényi Jakab
Erényi Jakab (Alsóribnyice, 1842. december 12. – Sátoraljaújhely, 1887. június 17.) jogász, ügyvéd.

## Pályafutása
Sátoraljaújhelyen működött mint gyakorló ügyvéd. 1885 és 1887 között a Magyarországi Kárpát-egyesület Keleti Kárpátok osztályának választmányi tagja volt.

## Műve
Elmélkedések a zsidókról és a zsidó kérdésről. Bpest, 1883.